# 莱萨热
莱萨热（法語：Les Ageux，法語發音：[le.z‿aʒø]）是法国瓦兹省的一个市镇，属于克莱蒙区。

## 地理
莱萨热（49°18'53"N, 2°35'47"E）面积5 平方千米，位于法国上法蘭西大區瓦兹省，该省份为法国北部内陆省份，北起索姆省，西接厄尔省和滨海塞纳省，南至塞纳-马恩省和瓦兹河谷省，东临埃纳省。
与莱萨热接壤的市镇（或旧市镇、城区）包括：蒙索、布勒努耶、蓬圣马克桑斯。

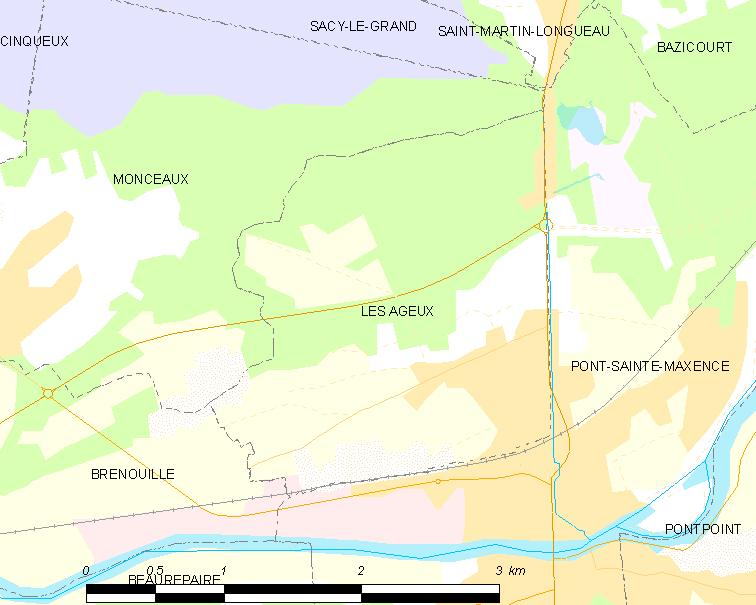
莱萨热的OSM定位图

莱萨热的时区为UTC+01:00、UTC+02:00（夏令时）。

## 行政
莱萨热的邮政编码为60700，INSEE市镇编码为60006。

## 政治
莱萨热所属的省级选区为蓬圣马克桑斯县。

## 人口

1962-2008年间莱萨热人口变化图示

莱萨热于2022年1月1日时的人口数量为1147人。